# Bruno Fabeyer
Bruno Fabeyer (* 4. Juni 1926 in Osnabrück; † 8. Februar 1999 in Bad Orb (Spessart)) war ein deutscher Gewaltverbrecher, der für das Tötungsdelikt an dem Polizeiobermeister Heinrich Brüggemann und zahlreiche Einbrüche verantwortlich war.

## Leben

### Kindheit und Jugend
Fabeyer wurde als Sohn von Friedrich Ludwig Fabeyer und Luise Fabeyer (geb. Langemeyer) geboren. Er soll im Alter von drei Jahren auf Grund eines Sturzes in kochendes Wasser für mindestens ein halbes Jahr seine Sprache verloren haben. Nachdem er die Sprache wiedererlangt hatte, blieb ein lebenslanges Stottern zurück. Die Ehe der Eltern wurde geschieden, als Fabeyer im Schulalter war. Als er acht Jahre alt war, erhängte sich sein mehrfach vorbestrafter Vater in einer Gefängniszelle im Zuchthaus.
Im Alter von zwölf Jahren riss Fabeyer zusammen mit seinem Bruder nach Hamburg aus. Daraufhin wurde er in Erziehungsheimen untergebracht. Unter anderem lebte er im Provinzialerziehungsheim Göttingen, in dem er nach eigenen Angaben körperliche Gewalt erfuhr. Im späteren Prozess berichtete er, dass er vor den Augen der Heimerzieher von anderen Heiminsassen so schwer verprügelt wurde, dass er später Menschen mied. Schläge durch die Erzieher (und Zwangssterilisierungen von Kindern) waren außerdem die Regel in dem Erziehungsheim. Mit 15 Jahren begann er eine Schlachterlehre.
Wie sein zwei Jahre älterer Bruder Fritz, der wegen Fahnenflucht hingerichtet wurde, entfernte sich auch Bruno Fabeyer 1944 von der Wehrmacht, in die er mit 18 Jahren eingezogen worden war, was dazu führte, dass er nach der Festnahme in der Wohnung seiner Mutter zunächst zwei Wochen in Gestapohaft kam und dort verprügelt wurde, dann als „Zwischenhäftling“ ab Ende November 1944 zunächst ins KZ Buchenwald eingewiesen und ab Dezember 1944 im KZ Mittelbau-Dora inhaftiert wurde. Außerdem war er als Zwangsarbeiter in den KZs Sengershausen, Mauthausen und Solstadt. 1945 wurde er durch die US-Armee befreit.

### Nach dem Krieg
In der Folgezeit beging Fabeyer mehrere Diebstähle und Einbrüche. Im Jahr 1957 folgte eine Verurteilung zu einer mehrjährigen Zuchthausstrafe mit anschließender Sicherungsverwahrung. Am 1. August 1965 wurde Fabeyer wegen guter Führung aus dem Zuchthaus Celle bedingt entlassen und tauchte unter. Er lebte in versteckten Waldlagern und in Mooren, was ihm den Beinamen „Waldmensch“ einbrachte. Dabei wilderte er auch mit einer Flinte.
Es folgte eine Serie von Einbrüchen im Großraum Osnabrück. Neben Lebensmitteln und Geld stahl Fabeyer bevorzugt unterschiedliche Kleidungsstücke. Am 29. Dezember 1965 drang Fabeyer gegen 02:45 Uhr in das Haus des Postbeamten Alois Broxtermann ein. Als Broxtermann sich dem Einbrecher in den Weg stellte, schoss dieser ihn  nieder und konnte entkommen.

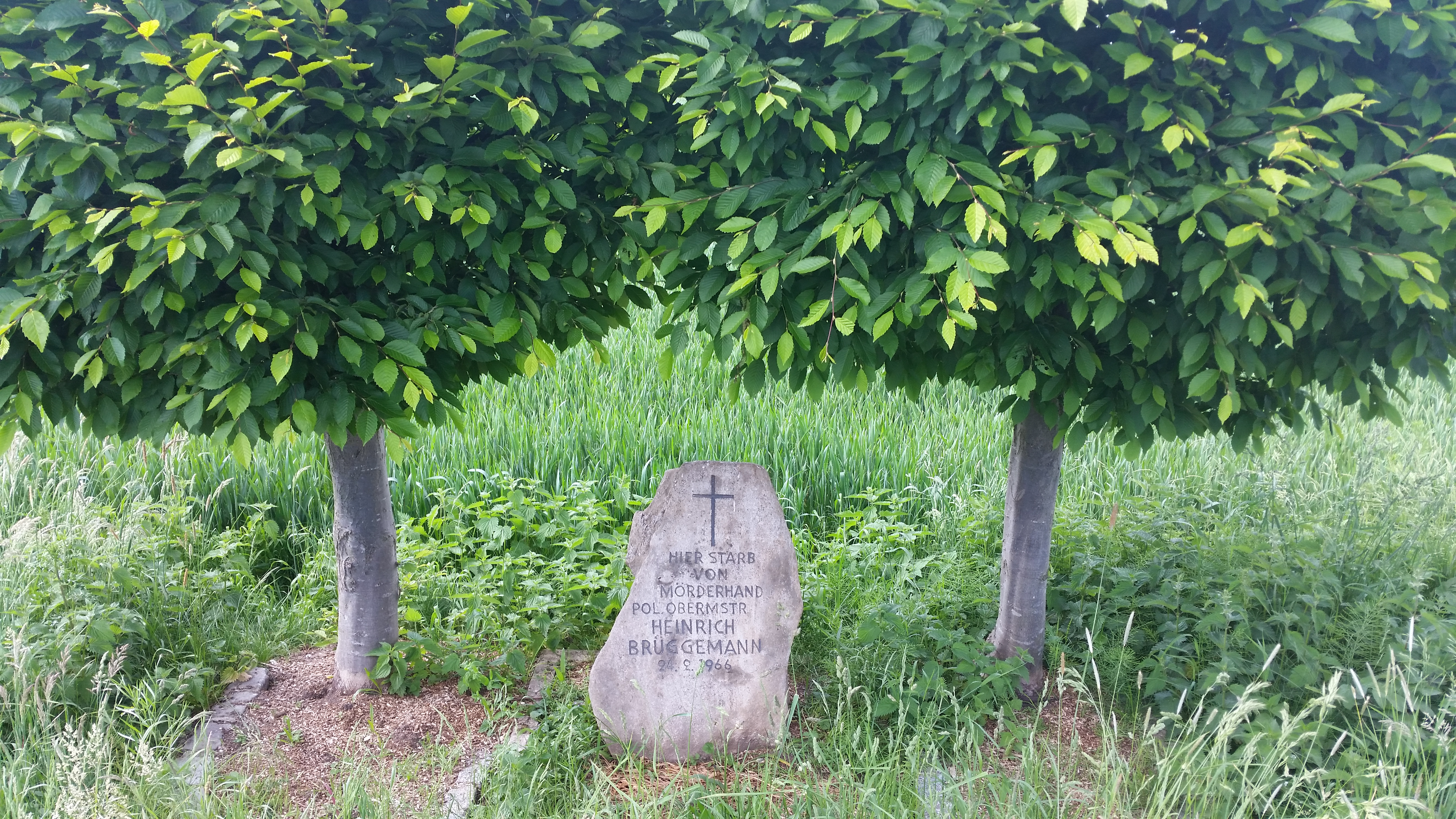
Gedenkstätte in Hunteburg an der Stelle, an der der Polizist Heinrich Brüggemann von Bruno Fabeyer erschossen wurde

Am 24. Februar 1966 um ca. 18:00 Uhr wurde Fabeyer im Gasthaus Heemann in Hunteburg von  der Wirtin des Hauses und dem Gast Herbert Schubert erkannt. Schubert suchte den Polizeiobermeister Heinrich Brüggemann auf. Als beide wieder am Gasthaus eintrafen, war Fabeyer mit seinem Fahrrad bereits auf der Flucht. Brüggemann nahm die Verfolgung mit dem Auto auf und holte den Flüchtigen rasch ein. Als er Fabeyer stellen wollte, ließ dieser sein Fahrrad fallen und versuchte, über eine Weide zu entkommen. Brüggemann nahm die Verfolgung zu Fuß auf. Als es ihm fast gelungen war, Fabeyer zu erreichen, schoss dieser den Polizisten mit mehreren Schüssen nieder und konnte entkommen. Brüggemann erlag noch auf der Fahrt ins Krankenhaus seinen Verletzungen. Von nun an war Fabeyer auch unter dem Namen „Moormörder“ bekannt.
Dieser Vorfall löste die teuerste Fahndungsaktion seit Kriegsende aus. Dabei wurden auch Hubschrauber und Privatflugzeuge eingesetzt. Die dramatische Berichterstattung während der monatelangen Fahndung sorgte für eine aufgeheizte Stimmung in der verängstigten Bevölkerung. In dieser Zeit war Fabeyer der meistgesuchte Mann Deutschlands. Auf den Tag genau ein Jahr nach den Schüssen auf Brüggemann gelang es der Polizei, Fabeyer am 24. Februar 1967 in einem Kaufhaus in Kassel festzunehmen. Eine Kassiererin hatte den Flüchtigen erkannt.

### Prozess und Haftzeit
Im November 1967 verurteilte das Landgericht Osnabrück (Große Schwurgerichtskammer) Fabeyer zu lebenslangem Zuchthaus mit anschließender Sicherheitsverwahrung wegen eines versuchten Mordes und einem besonders schweren Fall von Totschlag. Der Prozess dauerte nur vier Tage. Der Vorsitzende Richter, Landgerichtsdirektor Friedrich Jagemann (1907–1979), begann seine Karriere 1935 in der Gauleitung Münster (was er beim Entnazifizierungsverfahren und gegenüber der Justizverwaltung verschwieg), war Mitglied der NSDAP und SA und gehörte im Zweiten Weltkrieg (und schon seit 1937) selbst zu den Wehrmachtsrichtern, die zahlreiche Todesurteile gegen Deserteure aussprachen. Unter anderem war Jagemann in der Division Hermann Göring tätig.  In offiziellen Beurteilungen wurde ihm eine nationalsozialistische Überzeugung, reger Diensteifer und gutes Verständnis für die militärischen Forderungen attestiert. Nach Einschätzung des WDR-Journalisten Arnd Henze ist das Verfahren als ein damals nicht wahrgenommener Justizskandal zu bewerten. Die Einstufung Fabeyers als asozialer Gewohnheitsverbrecher ohne Berücksichtigung der Vorgeschichte der Misshandlungen in der NS-Zeit stehe als Beispiel für die Kontinuität des NS-Erbes in der Nachkriegszeit. Seine Vorgeschichte in Jugendheimen und KZ in der Zeit des Nationalsozialismus wurde ihm vielmehr vom Gericht negativ angelastet.
Fabeyer saß in der  JVA Celle – einem Hochsicherheitsgefängnis –  ein. Gisela Zuckmayer, eine Schwägerin von Carl Zuckmayer, die Sozialdemokratin war und 1938 selbst vor den Nationalsozialisten aus Deutschland floh, wies den niedersächsischen Ministerpräsidenten und Minister darauf hin, dass Fabeyer Opfer des Nationalsozialismus gewesen war. Durch jahrelanges hartnäckiges Engagement (sie durfte Fabeyer ab 1971 im Gefängnis besuchen) erreichte sie, dass er 1976 Freigang erhielt, den er Weihnachten in der Wohnung von Gisela Zuckmayer verbrachte, und sie konnte 1987 seine Begnadigung erreichen, fünf Jahre nach der Antragstellung. Dazwischen floh er 1983 bei einem seiner Freigänge, konnte aber wenige Tage später in Bramsche wieder aufgegriffen werden. Er lebte nach der Begnadigung noch zwölf Jahre unauffällig und straffrei und starb am 8. Februar 1999 an Herzversagen in einem Altenheim in Bad Orb (Spessart).
Die Fahndungsmaßnahmen von 1966/67 leitete Waldemar Burghard, der spätere Direktor des LKA Niedersachsen. In einem Nachruf auf Fabeyer blickte Burghard auf dessen Biographie, vor allem aber auf die erheblichen Pannen der Polizeiarbeit zurück und urteilte selbstkritisch:
„Fabeyer hat Mängel und Grenzen einer bundesweiten Fahndung aufgezeigt, die – wenn überhaupt – erst sehr zögernd und nicht immer vollkommen beseitigt wurden. Und er hat Eigenwilligkeiten und Überheblichkeiten von Bundesländern aufgedeckt, die immer wieder noch einmal durchscheinen. Bis auf den heutigen Tag. Deshalb erscheint es nicht ausgeschlossen, dass ein Fall Fabeyer nicht wie gehabt, aber doch so ähnlich wieder einmal passieren könnte.“

## Sonstiges
Der Schriftsteller Dieter Wellershoff veröffentlichte 1972 den Roman „Einladung an alle“ und nahm dafür das Schicksal Fabeyers, seine Flucht und die Fahndung der Polizei als Vorbild. Angelehnt an diesen Roman, sendete das ZDF am 25. November 1974 das 90-minütige Fernsehspiel "Eskalation" unter Regie von Claus Peter Witt.